# Payré
 Payré  es una población y comuna francesa, situada en la región de Nueva aquitania, departamento de Vienne, en el distrito de Montmorillon y cantón de Couhé.

## Demografía
| 1162 | 1065 | 874 | 826 | 829 | 870 |
| Para los censos de 1962 a 1999 la población legal corresponde a la población sin duplicidades (Fuente: INSEE [Consultar]) |      |     |     |     |     |